# Temporada do Club Universitario de Deportes de 2016
O Club Universitario de Deportes em 2016, participou de duas competições: Campeonato Peruano e Copa Sul-Americana.

## Elenco
| N.°        | Nome                 | País     |
| Goleiros   | Goleiros             | Goleiros |
| ---------- | -------------------- | -------- |
| 1          | Raúl Fernández       |          |
| 12         | Carlos Cáceda        |          |
| 21         | Patrick Zubczuk      |          |
| Defensores |                      |          |
| 13         | Joaquín Aguirre      |          |
| 19         | Diego Chávez         |          |
| 3          | Horacio Benincasa    |          |
| 16         | Rodrigo Cuba         |          |
| 14         | Néstor Duarte        |          |
| 6          | Gustavo Dulanto      |          |
| 17         | Braynner García      |          |
| 2          | John Galliquio       |          |
| 14         | Miguel Trauco        |          |
| Meias      |                      |          |
| 4          | Adán Balbín          |          |
| 26         | César Huamantica     |          |
| 20         | Diego Manicero       |          |
| 28         | Diego Guastavino     |          |
| 7          | Juan Diego Gutiérrez |          |
| 23         | Giordano Mendoza     |          |
| 19         | Emmanuel Páucar      |          |
| 25         | Ángel Romero         |          |
| 8          | Roberto Siucho       |          |
| 18         | Raúl Tito            |          |
| 15         | Josimar Vargas       |          |
|            | Rafael Guarderas     |          |
| Atacantes  |                      |          |
| 30         | Edward Aguilar       |          |
| 10         | Édison Flores        |          |
|            | Sebastián Bravo      |          |
| 11         | Hernán Rengifo       |          |
| 30         | Raúl Ruidíaz         |          |
| 94         | Andy Polo            |          |
|            | Adrián Ugarriza      |          |
| Treinador  |                      |          |
|            | Roberto Challe       |          |

## Competições

### Campeonato Peruano

#### Torneo Apertura
| Classificação | Classificação             | Classificação | Classificação | Classificação | Classificação | Classificação | Classificação | Classificação | Classificação |
| Pos           | Time                      | PG            | J             | V             | E             | D             | GP            | GS            | SG            |
| ------------- | ------------------------- | ------------- | ------------- | ------------- | ------------- | ------------- | ------------- | ------------- | ------------- |
| 1             | Universitario de Deportes | 35            | 15            | 11            | 2             | 2             | 31            | 12            | +19           |

#### Torneo Clausura
| Classificação | Classificação             | Classificação | Classificação | Classificação | Classificação | Classificação | Classificação | Classificação | Classificação |
| Pos           | Time                      | PG            | J             | V             | E             | D             | GP            | GS            | SG            |
| ------------- | ------------------------- | ------------- | ------------- | ------------- | ------------- | ------------- | ------------- | ------------- | ------------- |
| 2             | Universitario de Deportes | 51            | 30            | 15            | 6             | 9             | 51            | 39            | +12           |

#### Fase 3
O Universitario terminou na primeira posição e conseguiu se classificar para as semifinais do campeonato peruano e também para a Copa Libertadores.
| Classificação - Grupo B | Classificação - Grupo B   | Classificação - Grupo B | Classificação - Grupo B | Classificação - Grupo B | Classificação - Grupo B | Classificação - Grupo B | Classificação - Grupo B | Classificação - Grupo B | Classificação - Grupo B |
| Pos                     | Time                      | PG                      | J                       | V                       | E                       | D                       | GP                      | GS                      | SG                      |
| ----------------------- | ------------------------- | ----------------------- | ----------------------- | ----------------------- | ----------------------- | ----------------------- | ----------------------- | ----------------------- | ----------------------- |
| 1                       | Universitario de Deportes | 72                      | 44                      | 20                      | 11                      | 13                      | 73                      | 61                      | +12                     |

#### Semifinais
| Ida | Universitario | 1-2 | Melgar       | Lima                      |  |
|     |               |     | {{{golos2}}} | Estádio: Estadio Nacional |  |

Melgar se classificou para a final do torneio ao empatar em casa em 2 a 2 com Universitario, já que havia vencido por 2 a 1 no jogo de ida. O resultado foi 2 a 2 e assim o Melgar se classificou para a final e a fase de grupos da Copa Libertadores. Universitario teve que disputar o terceiro lugar contra o Deportivo Municipal.
| Volta | Melgar | 2-2 | Universitario | Arequipa                    |  |
|       |        |     | {{{golos2}}}  | Estádio: Monumental da UNSA |  |

#### Terceiro lugar
O Universitario derrotou o Deportivo Municipal e ficou em terceiro lugar no campeonato peruano. Vale destacar que ambos os clubes se classificaram para a Copa Libertadores.
| 10 de dezembro | Universitario               | 3-2 | Deportivo Municipal | Trujillo            |  |
|                | Rengifo 34' 92' · Gómez 53' |     | {{{golos2}}}        | Árbitro: Luis Garay |  |

### Copa Sul-Americana

#### Primeira fase
| 9 de agosto Primeira fase | Universitario | 0 – 3     | Emelec                                | Lima, Peru                                                              |  |
| 21:30 (UTC−5)             |               | Relatório | Achilier 53' · Stracqualursi 62', 80' | Estádio: Estádio Nacional Público: 10 000 Árbitro: COL Wilson Lamouroux |  |

| 16 de agosto Primeira fase | Emelec                                           | 3 – 1     | Universitario | Guaiaquil, Equador                                                                     |  |
| 21:00 (UTC−5)              | Giménez 22' · Stracqualursi 37' (pen) · Mena 68' | Relatório | Rengifo 32'   | Estádio: Estádio Christian Benítez Betancourt Público: 20 000 Árbitro: BOL Raúl Orosco |  |